# Dave Eggers

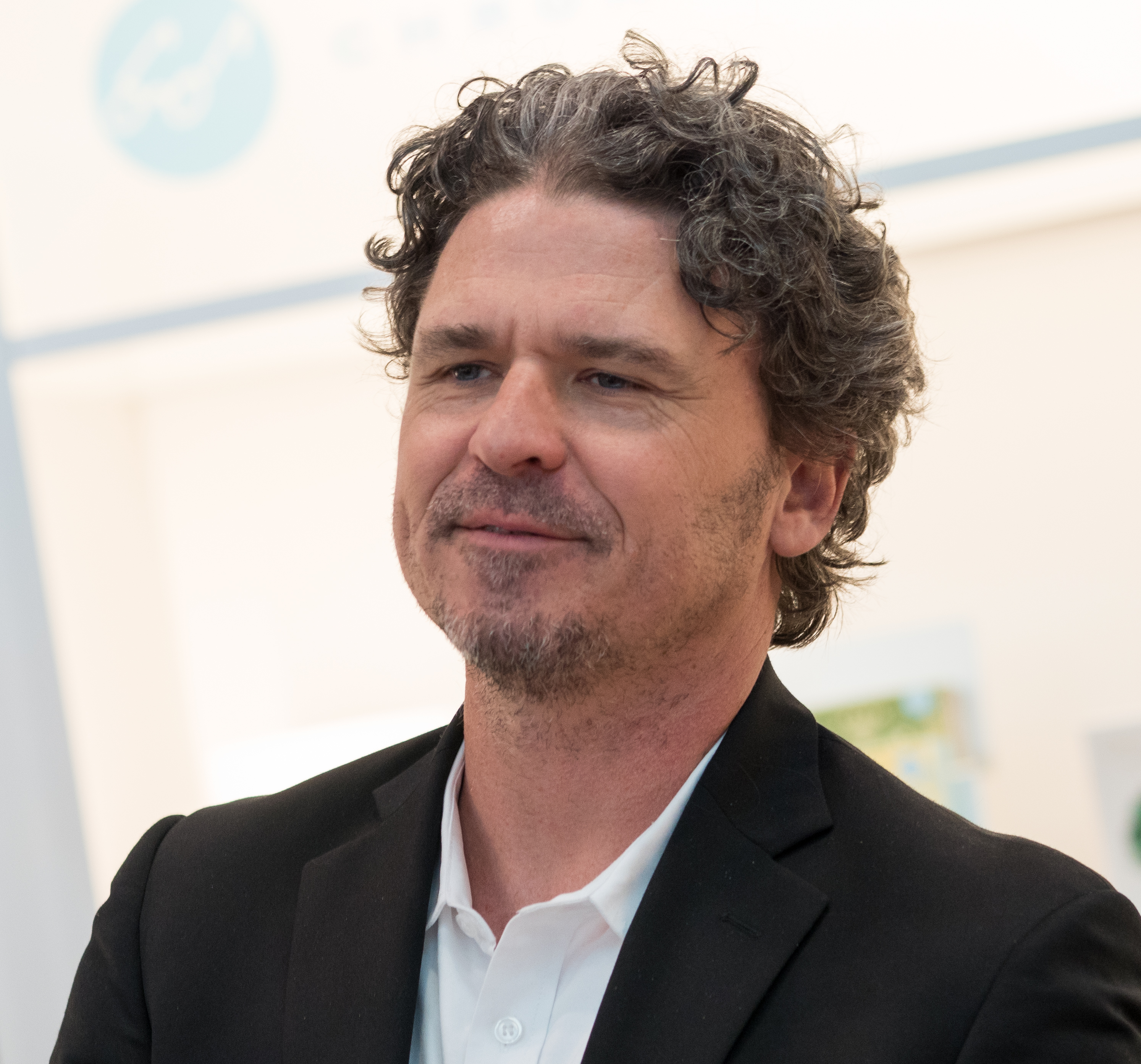
Dave Eggers (2018)

Dave Eggers (* 12. März 1970 in Boston, Massachusetts) ist ein US-amerikanischer Schriftsteller, Drehbuchautor und Herausgeber verschiedener Literaturzeitschriften.
Er gilt als einer der einflussreichsten Schriftsteller der Gegenwart und als ein scharfer Kritiker des US-Präsidenten Donald Trump.

## Leben
Eggers wurde in Boston als Sohn des Rechtsanwalts John K. Eggers und der Lehrerin Heidi McSweeney Eggers geboren. Während seiner Kindheit zog die Familie nach Lake Forest (Illinois), wo Eggers aufwuchs. Nach seinem Abschluss an der Lake Forest High School, an der Vince Vaughn sein Klassenkamerad war, studierte er an der University of Illinois at Urbana-Champaign, wo er 2002 den Bachelor of Arts in Journalismus erwarb.
Eggers gründete die Magazine Might und McSweeneys sowie ein Verlagshaus gleichen Namens. Im Jahr 2000 veröffentlichte er das Buch A Heartbreaking Work of Staggering Genius (dt.: Ein herzzerreißendes Werk von umwerfender Genialität), das zum Bestseller und für den Pulitzer-Preis nominiert wurde. 2002 erschien sein Roman You Shall Know Our Velocity (dt.: Ihr werdet (noch) merken, wie schnell wir sind) sowie 2004 die Kurzgeschichtensammlung How We Are Hungry (dt.: Wie hungrig wir doch sind).
Gemeinsam mit Jonathan Safran Foer und Nicole Krauss ist Eggers Herausgeber des 2004 im Rahmen des amerikanischen Präsidentschaftswahlkampfs erschienenen The Future Dictionary of America, einer Sammlung politischer Aufsätze von Schriftstellern wie Paul Auster, Stephen King, Richard Powers und Joyce Carol Oates.
Zusammen mit Michael Goldenberg schrieb Eggers das Drehbuch für Where the Wild Things Are (dt.: Wo die wilden Kerle wohnen), den 2009 veröffentlichten Kinofilm von Spike Jonze. Der Film ist eine Adaption des gleichnamigen Kinderbuches von Maurice Sendak. Basierend auf der Drehbuchfassung erschien das Buch Bei den wilden Kerlen, in dem Eggers die nur 333 Worte umfassende Bildergeschichte zu einem All-Age-Roman ausbaute. Des Weiteren verfasste er in Zusammenarbeit mit Vendela Vida das Drehbuch für den Kinofilm Away We Go – Auf nach Irgendwo von Sam Mendes, der ebenfalls 2009 im Kino startete. Im Oktober 2016 initiierte er gemeinsam mit Jordan Kurland das politische Musikprojekt 30 Days, 30 Songs als Protest gegen Donald Trump. Eggers war an weiteren Verfilmungen seiner Werke als Drehbuchautor beteiligt.
Dave Eggers ist seit 2003 mit Vendela Vida verheiratet und lebt mit seiner Ehefrau und den zwei Kindern in der San Francisco Bay Area, dem Gebiet um die Bucht von San Francisco.

## Werk
A Heartbreaking Work of Staggering Genius (2000) beruht zwar auf einer wahren Geschichte, dem Leben des Schriftstellers selbst, enthält aber zahlreiche fiktionale Elemente, so dass das Buch letztlich eine Mischform aus Roman und Autobiographie darstellt. Thematisiert wird die Situation Eggers’ nach dem Krebstod seiner Eltern, durch den dem 22-Jährigen plötzlich die Alleinverantwortung für seinen kleinen Bruder zukommt.
Das Buch zeichnet sich durch eine besondere ironische Grundhaltung gegenüber den vorkommenden Ereignissen und dem Leser sowie durch eine Vielzahl ungewöhnlicher stilistischer Elemente aus. So bietet der Autor einleitend Anregungen und Vorschläge zum richtigen und möglichst unterhaltsamen Lesen und gesteht dabei sogar ein, dass einige Kapitel des Buches durchaus überblättert werden könnten. Die amerikanische Taschenbuchausgabe enthält in einer Teilauflage zusätzlich einen Anhang Mistakes We Knew We Were Making, in dem Eggers einige Äußerungen in dem Roman korrigiert bzw. weiter ausführt. In der Literaturwissenschaft wird dabei auch auf Zusammenhänge zwischen A Heartbreaking Work of Staggering Genius und dem Roman Infinite Jest (1996) von David Foster Wallace hingewiesen. Hierbei gibt es sowohl kontextuelle als auch thematische Überlappungen (u. a. Kritik am postmodernen Gebrauch der Ironie).
You Shall Know Our Velocity (2002) ist der erste rein fiktionale Roman von Eggers. Auch hier wird der Tod zum Auslöser der eigentlichen Geschichte. Waren zuvor Eggers und sein Bruder die Protagonisten, dreht sich der Roman nun um die Freunde Will und Hand. You Shall Know Our Velocity wurde 2003 in einer überarbeiteten Version veröffentlicht.
Zeitoun (2011) handelt von der wahren Geschichte einer amerikanisch-syrischen Familie. Nachdem 2005 der Hurrikan Katrina New Orleans heimgesucht hat, fährt Abdulrahman Zeitoun durch die überfluteten Straßen, um zu helfen. Ohne Angabe von Gründen wird er verhaftet und ins Gefängnis gesteckt. Seine Familie erfährt erst nach Wochen davon und kämpft um seine Freilassung.
2013 legte Eggers mit The Circle einen Roman vor, der 2014 in deutscher Übersetzung als Der Circle wenige Wochen nach Erscheinen an den Spitzen der Bestsellerlisten stand. 2021 setzte er den Roman mit Every (The Every) fort.
Der 2018 veröffentlichte Roman Der Mönch von Mokka ist wieder ein halb dokumentarisches Werk, das auf der Lebensgeschichte des Amerikaners Mokhtar Alkhanshali beruht, eines jungen Mannes mit jemenitischen Wurzeln. Eggers porträtiert Alkhanshalis schwierigen Weg zum Kaffeeproduzenten, der es sich zur Aufgabe gemacht hat, im einstigen Heimatland des arabischen Kaffeehandels – Umschlagplatz war Mokka – wieder erstklassigen Kaffee herzustellen.
Im selben Jahr veröffentlichte Eggers das Kinderbuch Die Mitternachtstür.
2020 erschien in deutscher Übersetzung der Roman Der größte Kapitän aller Zeiten, eine Satire auf Donald Trump. Eggers sieht in Trump „einen wahrhaft Verrückten, einen absolut instabilen Irren“.

## Auszeichnungen
- 2001 Addison Metcalf Award der American Academy of Arts and Letters (National Book Award)
- 2001 Pulitzer-Preis-Finalist für A Heartbreaking Work of Staggering Genius
- 2003 Independent Book Award für You Shall Know Our Velocity (National Book Critics Circle Award)
- 2007 Heinz Award
- 2010 Dayton-Literary-Peace-Prize-Finalist
- 2012 Albatros-Literaturpreis der Günter-Grass-Stiftung Bremen für Zeitoun. Eggers nahm nicht an der Verleihungszeremonie teil. Er erhielt den mit 40.000 Euro dotierten Preis gemeinsam mit seinen Übersetzern Ulrike Wasel und Klaus Timmermann, die ihn entgegennahmen.[8][9]
- 2015: Mitglied der American Academy of Arts and Letters[10]
- 2016: Shortlist des International DUBLIN Literary Award mit Your Fathers, Where Are They? And The Prophets, Do They Live Forever?
- 2024: Newbery Medal für The Eyes and the Impossible[11]

## Werke

### Romane, Erzählungen
- A Heartbreaking Work of Staggering Genius. Roman. 2000.
  - Ein herzzerreissendes Werk von umwerfender Genialität: eine wahre Geschichte. Dt. von Leonie von Reppert-Bismarck und Thomas Rütten. Droemer Knaur, München 2001, ISBN 3-462-03629-7.
- You Shall Know Our Velocity. Roman. 2002.
  - Ihr werdet (noch) merken, wie schnell wir sind. Dt. von Ulrike Wasel und Klaus Timmermann. Droemer Knaur, München 2003, ISBN 3-462-03734-X.
- Jokes Told in Heaven about Babies. (unter dem Pseudonym Lucy Thomas). 2003.
- Short Short Stories. 2004.
- How We Are Hungry. Erzählungen. 2005.
  - Wie hungrig wir doch sind. Dt. von Klaus Timmermann und Ulrike Wasel. Kiepenheuer & Witsch, Köln 2005, ISBN 3-462-03615-7.
- What is the What. Roman. 2007.
  - Weit gegangen: das Leben des Valentino Achak Deng. Dt. von Ulrike Wasel und Klaus Timmermann. Kiepenheuer & Witsch, Köln 2008, ISBN 978-3-462-04033-3.
- The Wild Things. Roman. 2008.
  - Bei den wilden Kerlen. Dt. von Ulrike Wasel und Klaus Timmermann. Kiepenheuer & Witsch, Köln 2009, ISBN 978-3-462-04176-7.
- Zeitoun. 2009.
  - Zeitoun. Dt. von Ulrike Wasel und Klaus Timmermann. Kiepenheuer & Witsch, Köln 2011, ISBN 978-3-462-04299-3.
- A Hologram For The King. Roman. 2012.
  - Ein Hologramm für den König. Dt. von Ulrike Wasel und Klaus Timmermann. Kiepenheuer & Witsch, Köln 2013, ISBN 978-3-462-04518-5.
  - Ein Hologramm für den König. Hörbuch gelesen von Ulrich Pleitgen. Hörbuch Hamburg, Hamburg 2013, ISBN 978-3-89903-856-9.
- The Circle. Roman. 2013.
  - Der Circle. Dt. von Ulrike Wasel und Klaus Timmermann. Kiepenheuer & Witsch, Köln 2014, ISBN 978-3-462-04675-5. (Platz 1 der Spiegel-Bestsellerliste vom 25. August bis zum 7. September 2014)
  - Der Circle, Hörbuch gelesen von Torben Kessler. Hörbuch Hamburg, Hamburg 2014, ISBN 978-3-89903-898-9.
- Visitants. Reiseessays 2014[12]
- Your Fathers, Where Are They? And the Prophets, Do They Live Forever? Alfred A. Knopf McSweeney’s, New York City 2015, ISBN 978-1-101-87419-6.
  - Eure Väter, wo sind sie? Und die Propheten, leben sie ewig?[13] Dt. von Ulrike Wasel und Klaus Timmermann. Kiepenheuer & Witsch, Köln 2015, ISBN 978-3-462-04772-1.
- Heroes Of The Frontier. Roman. 2016.
  - Bis an die Grenze. Dt. von Ulrike Wasel und Klaus Timmermann. Kiepenheuer & Witsch, Köln 2017, ISBN 978-3462049466.
- The Monk of Mokha. Hamish Hamilton, 2018
  - Der Mönch von Mokka. Dt. von Ulrike Wasel und Klaus Timmermann. Kiepenheuer & Witsch, Köln 2018, ISBN 978-3462048780.
- The Lifters. Roman. Knopf, 2018, ISBN 978-1-5247-6416-6.
  - Die Mitternachtstür. Dt. von Ilse Layer. Fischer Sauerländer, Frankfurt am Main 2018, ISBN 978-3-7373-5629-9.
- The Parade. Roman. Knopf, 2019, ISBN 978-0-525-65530-5.
  - Die Parade. Dt. von Ulrike Wasel und Klaus Timmermann. Kiepenheuer & Witsch, Köln 2020, ISBN 978-3-462-05357-9.
- The Captain and the Glory, 2019
  - Der größte Kapitän aller Zeiten. Dt. von Ulrike Wasel und Klaus Timmermann. Kiepenheuer & Witsch, Köln 2020, ISBN 978-3-462-00010-8.
- The Every, 2021
  - Every. Dt. von Klaus Timmermann. Kiepenheuer & Witsch, Köln 2021, ISBN 978-3-462-00112-9.
- The Eyes and the Impossible, 2023 – mit Illustrationen von Shawn Harris

### Drehbücher
- 2009 Away We Go (zusammen mit Vendela Vida), screenplay. Vintage Books, New York City, ISBN 978-0-307-47588-6.
  - Away We Go – Auf nach Irgendwo.
- 2009 The Wild Things (zusammen mit Spike Jonze).
  - Wo die wilden Kerle wohnen.
- 2012 Promised Land (Drehbuch von Matt Damon und John Krasinski basierend auf einer Vorlage von Dave Eggers).
  - Promised Land.
- 2016 A Hologram For The King (Drehbuch von Tom Tykwer basierend auf dem gleichnamigen Roman von Dave Eggers).
  - Ein Hologramm für den König.
- 2017 The Circle, basierend auf dem gleichnamigen Roman